# 1989年の広島東洋カープ
1989年の広島東洋カープ（1989ねんのひろしまとうようカープ）では、1989年における広島東洋カープの動向をまとめる。
この年の広島東洋カープは、山本浩二監督の1年目のシーズンである。

## 概要
阿南準郎前監督の勇退を受け、1986年まで長く赤ヘルの4番を打った山本浩二がこの年から監督に就任。山本新監督はかつての同僚である大下剛史をヘッドコーチ、池谷公二郎を投手コーチ、水谷実雄を打撃コーチで招聘。また開幕前には1973年からのプルオーバーユニフォームを廃止して、シンシナティ・レッズ風にモデルチェンジ。袖のラインから紺色が廃止され、帽子のCマークも白一色に変更されるなどイメージチェンジを図ったチームは5月まで巨人と首位争いを演じるなど好調だったが、夏場以降は巨人にゲーム差を広げられ結局4年ぶりの2位でシーズンを終了。投手陣では三本柱の北別府学と大野豊と川口和久を擁し、守護神には津田恒実が控えるなど盤石で川口が最多奪三振、津田が最優秀救援に輝いた。打撃陣は新外国人のウェイド・ロードンとロッド・アレンが加入して戦力を一新。ロードンは3割・22本塁打でまずまずの成績をあげたが、アレンは前半戦本塁打が出ないなど不振にあえいだものの夏場以降は11本塁打を放って復調し、来期につなげた。両外国人の活躍が目立ったが、それ以外の選手でも正田耕三が盗塁王に輝き、若手でもルーキーの野村謙二郎が高橋慶彦の控えながらも一軍に定着した。シーズン終了後チームの切り込み隊長だった高橋がロッテにトレードで移籍し、チームは転換期を迎えることになる。

## チーム成績

### レギュラーシーズン
|   | 開幕：4/8 | 開幕：4/8 | 5/2 | 5/2        | 6/1 | 6/1        | 7/1 | 7/1        | 8/2 | 8/2        | 9/2 | 9/2        |
| - | --------- | --------- | --- | ---------- | --- | ---------- | --- | ---------- | --- | ---------- | --- | ---------- |
| 1 | 遊        | 高橋慶彦  | 遊  | 高橋慶彦   | 遊  | 高橋慶彦   | 遊  | 高橋慶彦   | 二  | 正田耕三   | 二  | 正田耕三   |
| 2 | 二        | 正田耕三  | 二  | 正田耕三   | 二  | 正田耕三   | 二  | 正田耕三   | 右  | 山崎隆造   | 中  | 山崎隆造   |
| 3 | 三        | ロードン  | 三  | ロードン   | 三  | ロードン   | 三  | ロードン   | 三  | ロードン   | 三  | ロードン   |
| 4 | 一        | 長内孝    | 一  | 小早川毅彦 | 一  | 小早川毅彦 | 一  | 小早川毅彦 | 一  | 小早川毅彦 | 一  | 小早川毅彦 |
| 5 | 左        | アレン    | 右  | 長内孝     | 左  | 小川達明   | 左  | アレン     | 左  | アレン     | 左  | アレン     |
| 6 | 中        | 長嶋清幸  | 左  | アレン     | 右  | 山崎隆造   | 中  | 長嶋清幸   | 遊  | 高橋慶彦   | 右  | 西田真二   |
| 7 | 右        | 山崎隆造  | 中  | 長嶋清幸   | 中  | 長嶋清幸   | 右  | 山崎隆造   | 中  | 長嶋清幸   | 遊  | 高橋慶彦   |
| 8 | 捕        | 達川光男  | 捕  | 達川光男   | 捕  | 達川光男   | 捕  | 達川光男   | 捕  | 植田幸弘   | 捕  | 達川光男   |
| 9 | 投        | 北別府学  | 投  | 川口和久   | 投  | 白武佳久   | 投  | 北別府学   | 投  | 大野豊     | 投  | 大野豊     |

| 順位 | 4月終了時 | 4月終了時 | 5月終了時 | 5月終了時 | 6月終了時 | 6月終了時 | 7月終了時 | 7月終了時 | 8月終了時 | 8月終了時 | 9月終了時 | 9月終了時 | 最終成績 | 最終成績 |
| ---- | --------- | --------- | --------- | --------- | --------- | --------- | --------- | --------- | --------- | --------- | --------- | --------- | -------- | -------- |
| 1位  | 広島      | --        | 広島      | --        | 巨人      | --        | 巨人      | --        | 巨人      | --        | 巨人      | --        | 巨人     | --       |
| 2位  | 巨人      | 3.5       | 巨人      | 0.0       | 広島      | 2.5       | 広島      | 7.0       | 広島      | 8.0       | 広島      | 4.5       | 広島     | 9.0      |
| 3位  | ヤクルト  | 8.0       | 阪神      | 10.5      | 阪神      | 15.5      | 中日      | 14.0      | 中日      | 13.0      | 中日      | 13.0      | 中日     | 15.5     |
| 4位  | 阪神      | 8.0       | ヤクルト  | 11.5      | ヤクルト  | 15.5      | ヤクルト  | 20.0      | ヤクルト  | 24.5      | ヤクルト  | 23.0      | ヤクルト | 28.5     |
| 5位  | 中日      | 8.0       | 中日      | 12.0      | 中日      | 15.5      | 阪神      | 22.0      | 阪神      | 29.0      | 阪神      | 28.0      | 阪神     | 30.5     |
| 6位  | 大洋      | 8.5       | 大洋      | 14.0      | 大洋      | 17.0      | 大洋      | 24.0      | 大洋      | 30.5      | 大洋      | 33.5      | 大洋     | 36.5     |

| 順位 | 球団               | 勝 | 敗 | 分 | 勝率 | 差   |
| 1位  | 読売ジャイアンツ   | 84 | 44 | 2  | .656 | 優勝 |
| 2位  | 広島東洋カープ     | 73 | 51 | 6  | .589 | 9.0  |
| 3位  | 中日ドラゴンズ     | 68 | 59 | 3  | .535 | 15.5 |
| 4位  | ヤクルトスワローズ | 55 | 72 | 3  | .433 | 28.5 |
| 5位  | 阪神タイガース     | 54 | 75 | 1  | .419 | 30.5 |
| 6位  | 横浜大洋ホエールズ | 47 | 80 | 3  | .370 | 36.5 |

## オールスターゲーム1989
| - コーチ 山本浩二 | - 監督推薦 津田恒美 長冨浩志 川口和久 達川光男 正田耕三 長内孝（補充選手） |

## できごと
・5月31日の対中日6回戦で北別府学が通算2500投球回を達成

・6月4日、対大洋3回戦で1回裏に高橋慶彦、正田耕三、ロードンが先頭打者から3連続本塁打を記録

・6月6日、対ヤクルト9回戦で高橋慶彦が通算456盗塁を記録し、歴代5位となる

・6月7日、対ヤクルト10回戦で川口和久が通算1000奪三振を記録（球団OBの江夏豊に次ぐスピード記録）

・7月18日、対ヤクルト13回戦で高橋慶彦が通算150本塁打を達成

・8月8日、対巨人18回戦で高橋慶彦が通算1500試合出場を達成

・9月17日、対中日22回戦で山崎隆造が通算1000試合出場を達成

・9月24日、対大洋22回戦で達川光男が通算1000試合出場を達成

・9月27日、対巨人23回戦で大野豊が通算100勝を達成

・9月30日、対阪神23回戦で長嶋清幸が通算1000試合出場を達成

## 表彰選手
| リーグ・リーダー | リーグ・リーダー | リーグ・リーダー | リーグ・リーダー |
| 選手名           | タイトル         | 成績             | 回数             |
| ---------------- | ---------------- | ---------------- | ---------------- |
| 正田耕三         | 盗塁王           | 34個             | 初受賞           |
| 川口和久         | 最多奪三振       | 192個            | 2年ぶり2度目     |
| 津田恒実         | 最優秀救援投手   | 40SP             | 初受賞           |

| ベストナイン       | ベストナイン | ベストナイン |
| 選手名             | ポジション   | 回数         |
| ------------------ | ------------ | ------------ |
| 正田耕三           | 二塁手       | 2年連続2度目 |
| ゴールデングラブ賞 |              |              |
| 選手名             | ポジション   | 回数         |
| 正田耕三           | 二塁手       | 3年連続3度目 |
| ロードン           | 三塁手       | 初受賞       |

## ドラフト
| 順位 | 選手名     | ポジション | 所属         | 結果 |
| ---- | ---------- | ---------- | ------------ | ---- |
| 1位  | 佐々岡真司 | 投手       | NTT中国      | 入団 |
| 2位  | 仁平馨     | 外野手     | 宇都宮工業高 | 入団 |
| 3位  | 前間卓     | 投手       | 鳥栖高       | 入団 |
| 4位  | 前田智徳   | 外野手     | 熊本工業高   | 入団 |
| 5位  | 山口晋     | 投手       | 島田商業高   | 入団 |
| 6位  | 浅井樹     | 外野手     | 富山商業高   | 入団 |